# Kurd von Schlözer
Kurd von Schlözer, född 5 januari 1822 i Lübeck, död 13 maj 1894 i Berlin, var en tysk historiker och diplomat.
Schlözer blev 1871 tyskt sändebud i Washington, D.C., och 1882 preussiskt sändebud i Vatikanen, varifrån han fick 1892 avsked på grund av sina förbindelser med Otto von Bismarck. Han utgav bland annat Choiseul und seine Zeit (1849), Geschichte der deutschen Ostseeländer (tre band, 1850-53), Verfall und Untergang der Hansa (1853) och Friedrich der Große und Katharina II. (1859).